# Isuzu Bellett
La Isuzu Bellett è un'autovettura prodotta dalla Isuzu tra il 1963 e il 1973.

## Caratteristiche
La vettura era disponibile con la carrozzeria berlina a quattro o due porte, una station wagon a due porte commercializzata come veicolo commerciale chiamata Bellett Express e una variante commerciale chiamata come Isuzu Wasp. C'era anche una berlina quattro porte con differenti carrozzeria e sospensioni posteriori, chiamata Bellett B. Infine c'era anche una coupé a due porte e una versione di coupé fastback. Dopo che la General Motors acquisì una partecipazione della Isuzu, la Bellett fu sostituita dalla Isuzu Gemini, che tecnicamente era totalmente diversa dalla Bellett.

## Prototipi
Al Salone di Tokyo del 1969, Isuzu presentò una concept car chiamata Isuzu Bellett MX1600, progettata da Tom Tjaarda. 
Una supersportiva a 2 posti a motore centrale e trazione posteriore. A parte la condivisione del motore da 1,6 L con la GT-R, la MX1600 aveva poco a che fare con qualsiasi Bellett di serie e non si è mai materializzata in un veicolo di serie, ma si dice che abbia ispirato la De Tomaso Pantera dello stesso stilista.